# ADempiere
ADempiere — свободная реализация системы Compiere, переписанная без использования коммерческих библиотек, присутствующих в материнской системе. Исходная система позиционируется как ERP/CRM промышленного класса, разработка которой ведётся с 1999 года.
ADempiere является бесплатной системой Free Software с открытым исходным кодом и распространяется под лицензией GNU General Public License. ERP–система Adempiere успешно развивается и внедряется в более чем 50-ти странах мира. В настоящее время насчитывается порядка 300 успешных внедрений в таких странах как Польша, Франция, Великобритания, Чили, Бразилия и многие другие. ERP – система Adempiere была успешно внедрена как в производственных компаниях, так и дистрибьюторских. Это в первую очередь говорит об огромном потенциале и функциональности этой информационной системы.
Основными преимуществами этой системы является простота и удобство работы, минимизация использования программирования при настройке и в то же время открытый исходный код.
Базовая версия системы содержит функциональность ERP, системы управления взаимоотношениями с клиентами, управления цепями поставок, yправления персоналом, системы управления складом.

## История проекта
Проект ADempiere был создан в Сентябре 2006 после долгой и продолжительной ссоры между компанией ComPiere Inc., собственником проекта Compiere, и сообществом (community), сформировавшимся вокруг этого проекта. Независимым разработчикам было отказано во включении их наработок в основную ветку проекта, и после жарких дебатов  было окончательно решено развивать свой отдельный проект, независимо от проекта Compiere.
В настоящее время основной разработчик проекта покинул его и развивает собственную ветку, iDempiere 

## Основные особенности ADempiere
- Открытый исходный код.
- Низкая стоимость внедрения, владения и технического сопровождения системы за счёт отсутствия затрат на приобретение лицензий.
- Полнофункциональный веб-интерфейс, используемый наряду с Java Swing интерфейсом.
- Возможность перенастраивать любое окно системы без программирования.
- Общая информационная база для всех модулей системы.
- Мульти-валютный учёт, многоязыковой интерфейс, многонациональные налоговые ставки.

## Архитектура системы
ADempiere наследует от родительского проекта Compiere настраиваемый Словарь данных. Данная архитектура допускает добавление обрабатываемых в системе объектов, изменение условий проверки корректности вводимой информации и отображения данных на экране пользователя прямо внутри самой системы. Данная возможность позволяет настраивать необходимую функциональность без внесения изменений в исходный код.

## Технологии
ADempiere написана на языке Java (J2EE) с использованием сервера приложений JBoss. Пользовательский Web интерфейс реализован на ZK Framework.
В качестве базы данных используется СУБД Oracle или PostgreSQL.

## Функциональные возможности

### Управление заказами
ADempiere позволяет комплексно автоматизировать отделы продаж и закупок. Автоматизация бизнес-процессов отдела продаж, таких как отгрузки, оплаты, комиссионные включает:
- Формирование заказов клиентов различными способами (в магазине, по телефону, через Интернет) и отслеживание статуса заказов
- Автоматическая генерация документов различных типов (накладные, предоплата, оплата на кассе, фактуры и т. п.) для ускорения работы персонала.
- Связывание всех отгрузок и оплат с заказом.
- Гибкая настройка прайс-листов и управление скидками.
- Управление дистрибуцией, комбинированные условия оплаты, учёт графиков оплаты и прогнозирование будущих поступлений.
- Отслеживание сроков оплаты и автоматическое формирование писем-требований об уплате долга по просроченным платежам.
- Имеется возможность продажи в кредит и отслеживание кредитоспособности клиентов.
- Учёт времени работы сотрудников.
- Расчёт многоуровневых комиссионных отчислений посредникам и торговым представителям.
- Сопоставление финансовых поступлений и документов обязательств.
- Различные возможности оплаты счетов — наличными денежными средствами, безналичным перечислением на расчётный счёт, по кредитной карте, электронно

### Управление снабжением
ADempiere соответствует системе управления цепями поставок (Supply Chain Management). Автоматизируется полный цикл закупок от обработки заявок до оплаты поставщикам:
- Запросы и тендеры на поставку с приглашением поставщиков и приёмом предложений через веб-портал.
- Генерация заказов на закупки из заказов на продажу, заявок на пополнение склада и внутренних заявок от подразделений.
- Автоматическое двух- и трёхстороннее сопоставление заказов, документов обязательств и приходных ордеров.
- Гибкий учёт методов оплаты поставщикам.

### Управление запасами
Система обеспечивает выполнение следующих функций:
- Использование единой базы поставщиков
- Возможность формировать заказы на закупку на основании заявок от внутренних подразделений.
- Организация тендеров, конкурсов на закупку среди поставщиков.
- Возможность поддержки прайс-листов поставщиков
- Расширенная карточка товара, дающая возможность устанавливать взаимосвязи с аналогичными товарами, заменителями, сопутствующими товарами и т. д.
- Использование единых классификаторов и кодификаторов ТМЦ и единиц измерения.
- Возможность в зависимости от требований законодательства к учёту и особенностей бизнес-процессов предприятия выбирать вид учёта: материально-производственных запасов: партионный, беспартионный, поштучный в разрезе складов, указателей, МОЛов, видов запасов (материалы, оборудование).
- Формирование и регистрация первичных документов (счета-фактуры поставщиков, приходная документация и пр.)
- Автоматическое получение аналитических отчётов в разрезе заказов на закупку, поставщиков, закупаемой продукции и т. д.
- Контроль неликвидов, дефицитных позиций, контроль за сверхнормативными запасами, контроль над оборачиваемостью запасов
- Взаимодействие с удалёнными складами
- Информационная связь между системами бухгалтерского, финансового учёта и учёта движения запасов на местах хранения
- Обеспечение информационной связи с процессами учёта и распределения затрат, кредиторской задолженностью, учёта финансирования.

### Управление проектами
В ADempiere сразу несколько направлений деятельности решены при помощи функциональности "управление проектами". Существует несколько   предварительно настроенных категории проектов- 
Производственные, при использовании этой категории возможен учёт финансовых затрат по проекту,  материалов, использованных в проекте ресурсов  и т.д.  Применяется при автоматизации проектного типа производства, в том числе выполнения сложных ремонтов,ведении управленческого учёта при строительных работах. 
Общие При выборе "общей" категории возможна настройка  стадий и  фаз проекта с последующим мониторингом хода проекта и получением отчётности, в том числе консолидированной по нескольким проектам. Сбора затрат в данной категории проектов не предусмотрено. Используется, например, для организации деятельности службы продаж предприятия, при реализации CRM- стратегии. 
Сервисные проекты отличаются возможностью копирования стадий и фаз из типового проекта. Применяется, например, для ведения учёта при гарантийном и послегарантийном обслуживании, построении системы управления ремонтами.

### Управление бизнес-процессами (Work-flow Management)
Система ADempiere полностью поддерживает управление бизнес процессами (BPMN) и основывается на комбинации управления workflow и стандартов группы управления объектами (OMG стандарты). Далее, мы используем термин Workflow вкупе с возможностями управления бизнес-процессом (BPM).
В отличие от других ERP систем и CRM приложений, Workflow не находится над приложением; он является основой для системы ADempiere. Механизм Workflow в ADempiere — это ядро системы ADempiere для осуществления транзакций. Это значит, что все процессы в системе ADempiere автоматически связаны с workflow, и их легко расширить или изменить. Так как workflow полностью интегрирован, бизнес-процессы в системе ADempiere просты в обслуживании и гораздо более функциональны, чем внешние или дополнительные workflow-приложения некоторых других ERP и CRM систем.

### Интернет-магазин (Web Store)
Помимо веб-интерфейса самой программы ADempiere ERP/CRM имеет функции электронной веб-коммерции, такие как интернет-магазин с поиском товаров и возможностью оплаты кредитными картами. Для электронной коммерции есть возможность завести собственные личные кабинеты, а менеджеры могут видеть статистику веб-запросов и посещений.